# Maria Knutsson (designer)

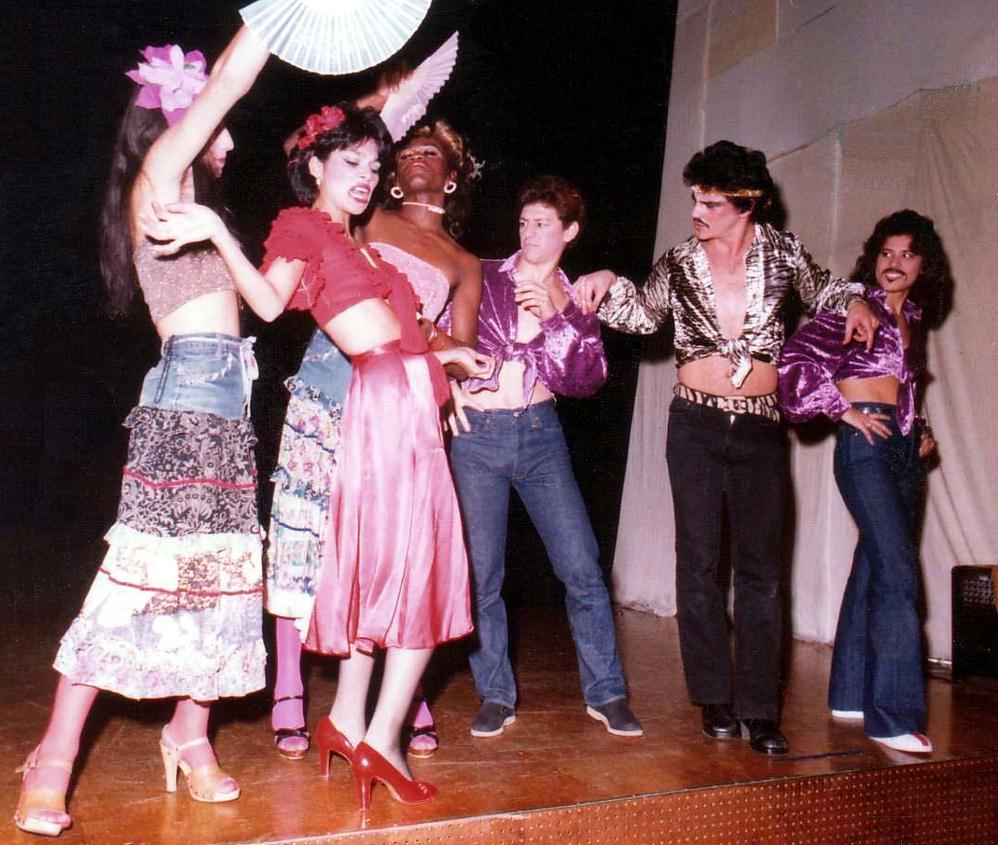
Scenkläder skapade i Stockholm av Maria Knutsson till Wild side story bärs av Steve Vigil med övrig ensemble i "America"-numret på Plaza i Los Angeles 1977.

Mariagrazia (Maria) Knutsson, ogift Lopez, född 13 maj 1936 i Milano, Italien, är en italiensk-svensk designer och modedirektör.
Maria Knutsson växte upp i Milano och gick skräddarutbildning följt av lärlingstid på ett exklusivt damskrädderi varpå hon lämnade hemlandet. När hon kommit till Sverige i slutet av 1950-talet fick hon uppdraget att för Bonniers månadstidning rita en dräkt. Hon hade olika anställningar inom konfektion och hade på 1960-talet en butik på Sturegatan i Stockholm.
Hon blev omskriven som designer och började samarbeta med Lars Knutsson. Paret utvecklade Stockholms första popklädesbutik Gul & Blå, som han startat med sin första hustru, till ett känt varumärke med jeanstillverkning. Maria Knutsson är också kvinnan bakom bland annat V-jeansen. Gul & Blå hade sin mest framgångsrika tid under 1970- och 1980-talen.
Maria Knutsson är dotter till fabrikör Gaetano Lopez och Aida, ogift Calabrese. Hon var 1969–1997 gift med Lars Knutsson, med vilken hon fick en son 1968 och en dotter 1969.